# Astragalus alatavicus
Astragalus alatavicus es una  especie de planta herbácea perteneciente a la familia de las leguminosas. Se encuentra en Asia.

## Descripción
Es una planta herbácea que alcanza un tamaño de 8-20 cm de altura, casi sin tallo, cespitosa. Las hojas de 4-20 cm; con estípulas de 5-12 mm, pecíolo de  2 mm, densamente ciliado; el pecíolo de 1-7 cm, como el raquis ligeramente a más densamente cubierto de pelos de 1-2 mm, folíolos 4-8 verticilados en 10-18 verticilos. Las inflorescencias en forma de racimos de 3-5 flores; pedúnculo 0.2-0.6 (-2.5) cm; brácteas 4-8 mm. Los pétalos amarillos, decoloración rojiza.

## Distribución y hábitat
Se encuentra en pedregales subalpinos en las zonas de montaña a una altitud de 1700-3400 metros en Xinjiang, Kazajistán, Kirguistán y Uzbekistán.

## Taxonomía
Astragalus alatavicus fue descrita por Kar. & Kir. y publicado en Bulletin de la Société Imperiale des Naturalistes de Moscou 15: 344, en el año 1842.
Etimología
Astragalus: nombre genérico derivado del griego clásico άστράγαλος y luego del Latín astrăgălus aplicado ya en la antigüedad, entre otras cosas, a algunas plantas de la familia Fabaceae, debido a la forma cúbica de sus semillas parecidas a un hueso del pie.
alatavicus: epíteto latino 
Sinonimia
- Myobroma alatavica (Kar. & Kir.) Nevski
- Tragacantha alatavica (Kar. & Kir.) Kuntze[5]